# Pedro Zonza Briano

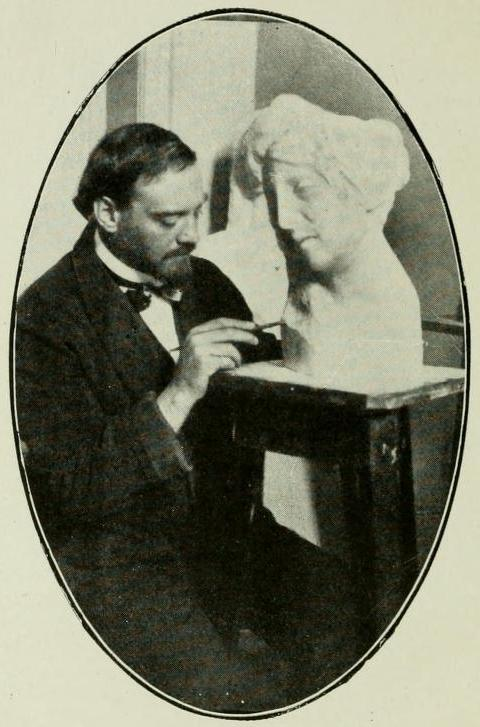
Pedro Zonza Briano.

Firma de P. Zonza Briano.

Pedro Zonza Briano (Buenos Aires, 27 de noviembre de 1886 - 6 de febrero de 1941) fue un escultor argentino.

## Vida
Nació en un humilde hogar del barrio de la Boca, en la intersección de las calles Brown y Suárez.
Antes de cumplir veinte años presentó su obra en una muestra colectiva. En 1908 obtuvo el Premio Roma y partió a Europa. Residió primero en Italia y luego en París. En 1911 participó de la Exposición Mundial de Roma con un grupo de tres desnudos masculinos de tamaño natural, titulado El pensamiento helénico. Expuso en Bruselas y Venecia. Participa de la Exposición Internacional del Centenario (1910) y en las de San Francisco de California en 1910 y 1915, obteniendo el Segundo y el Primer Premio, respectivamente.
Su exitosa trayectoria continúa hacia 1911 en Londres y Berlín, ciudades que aclaman la pasión del joven escultor. Ese mismo año regresó a Buenos Aires y en 1912 presentó al Salón de París la obra Creced y multiplicaos, que es aceptada por el jurado pero retirada más tarde por orden policial. El caso resuena y se lo exaltó como “genio” ante lo que parecía ser una injusta desaprobación. Al año siguiente, la presenta en el Salón del Retiro y recibe la mayor recompensa, siendo adquirida para el Museo Nacional de Bellas Artes. Desde 1911 se presenta al Salón Nacional y 1913 logra el Premio Adquisición.
En obras como Boca de fuego (1916), Zonza Briano explora las posibilidades del material y recurre a la estética del “non finito” –lo incabado– logrando contrastes y modulaciones entre las superficies lisas y las rugosas.
Sus principales obras son el Cristo central del Cementerio de La Recoleta, en 1914, o el monumento a Leandro Alem, en el barrio de Retiro. Su trabajo forma parte también los patrimonios del Museo “Eduardo Sívori”, del Museo “Quinquela Martín” de La Boca y del Instituto Histórico de la Ciudad de Buenos Aires.
Estudió en la Sociedad Estímulo de Bellas Artes con Lucio Correa Morales. Se perfeccionó en la Academia de París.
Murió en Buenos Aires el 6 de febrero de 1941. Descansa en el Cementerio de la Chacarita.

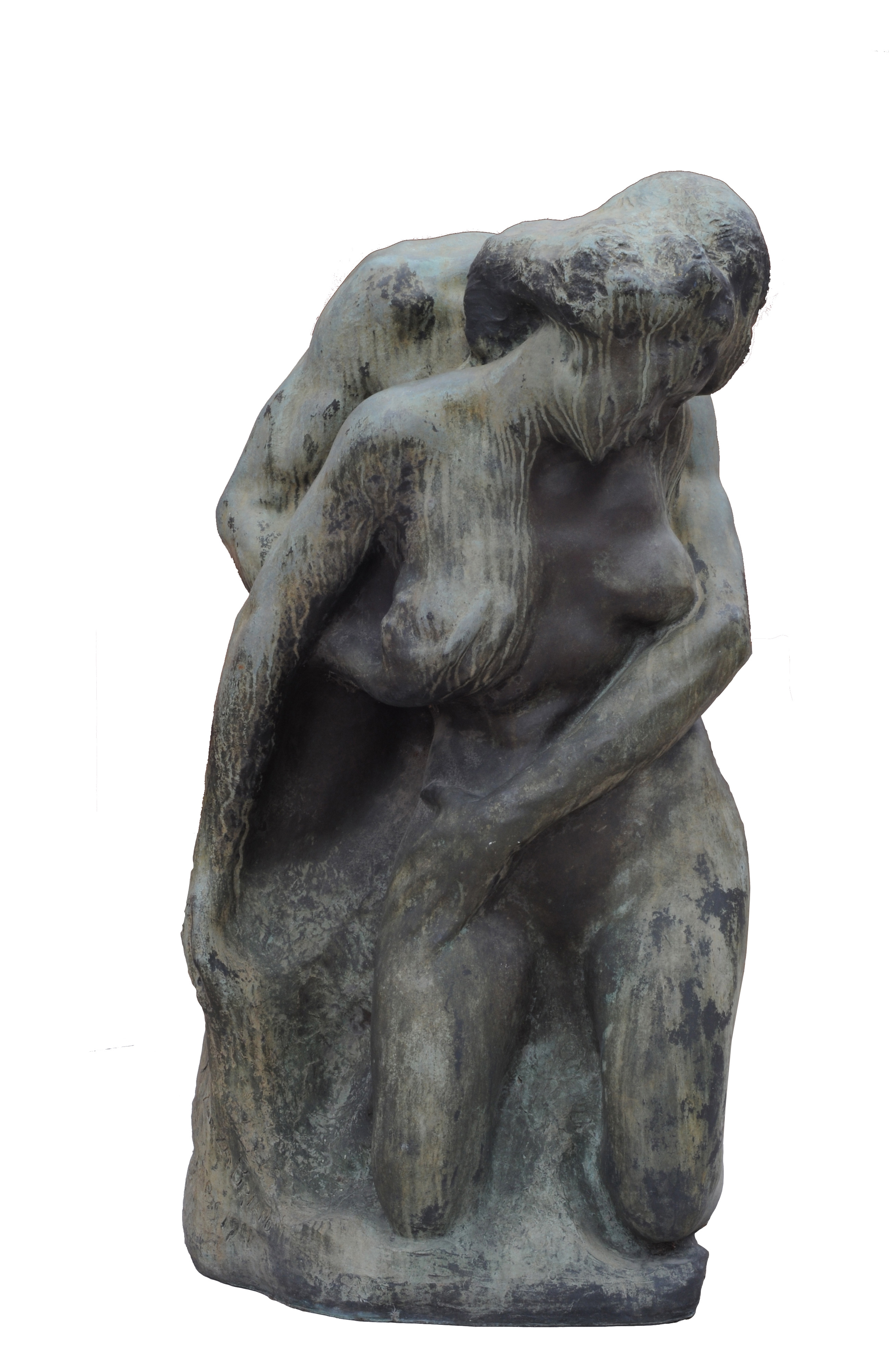
Creced y multiplicaos, de Pedro Zonza Briano, 1911. Museo Nacional de Bellas Artes

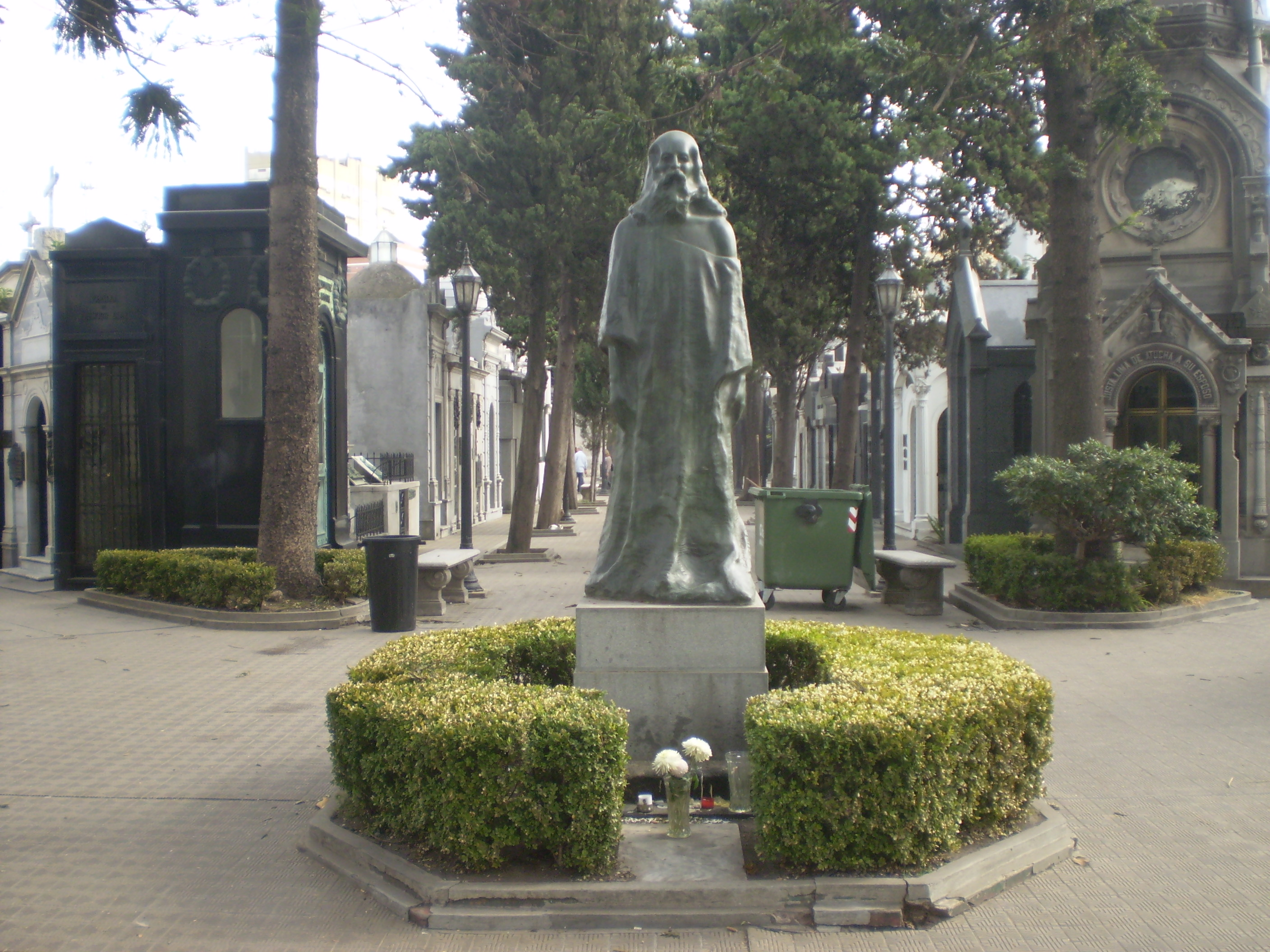
Cristo Central, cementerio de la Recoleta
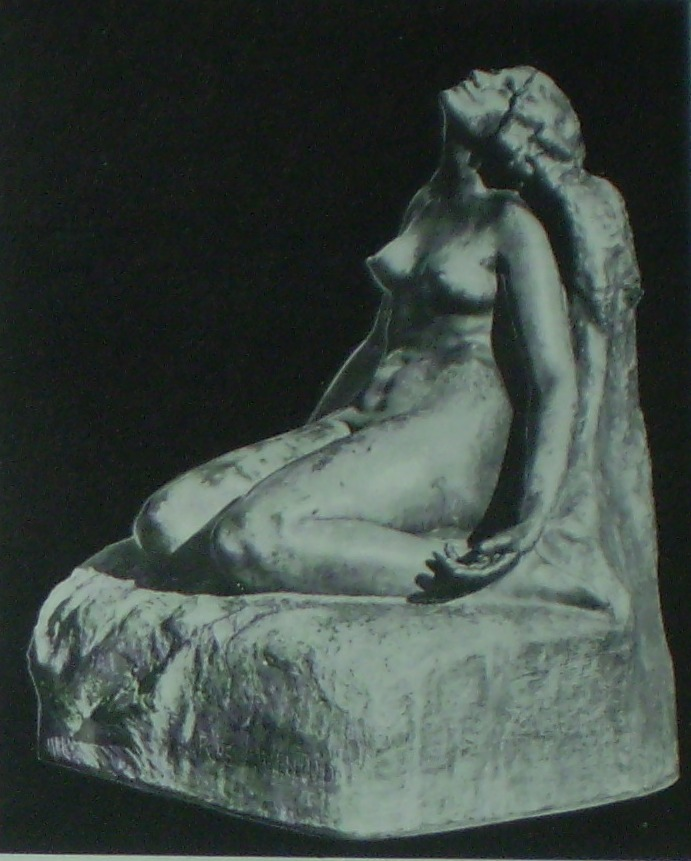
Flor de Juventud, El Rosedal de Palermo
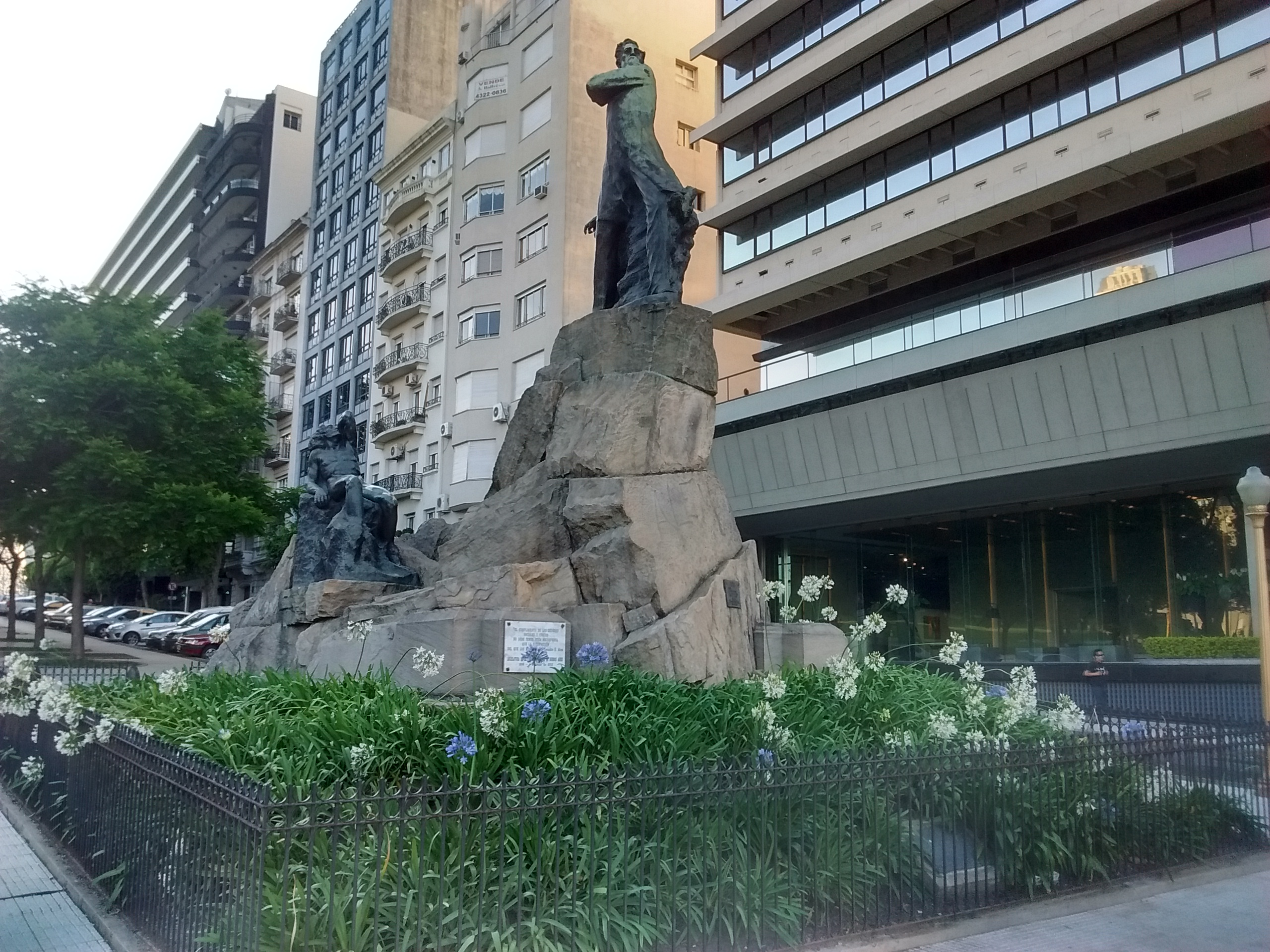
Monumento a Leandro N. Alem, en Retiro